# Matelea dictyopetala
Matelea dictyopetala är en oleanderväxtart som först beskrevs av Ignatz Urban och Ekman, och fick sitt nu gällande namn av Krings. Matelea dictyopetala ingår i släktet Matelea och familjen oleanderväxter. Inga underarter finns listade i Catalogue of Life.